# Kilomètre zéro
Kilomètre zéro är en film från 2005 som är skriven och regisserad av den kurdiska regissören Hiner Saleem. Den blev den första kurdiska filmen som officiellt var med i Cannes filmfestivalstävling.
Filmen handlar om tiden kring Iran–Irak-kriget 1988, då en ung kurdisk man, Ako, är tvungen att tjänstgöra i den irakiska armén.

## Skådespelare
- Nazmi Kirik
- Eyam Ekrem
- Belcim Bilgin
- Ehmed Qeladizeni
- Nezar Selami